# Biyi Bandele

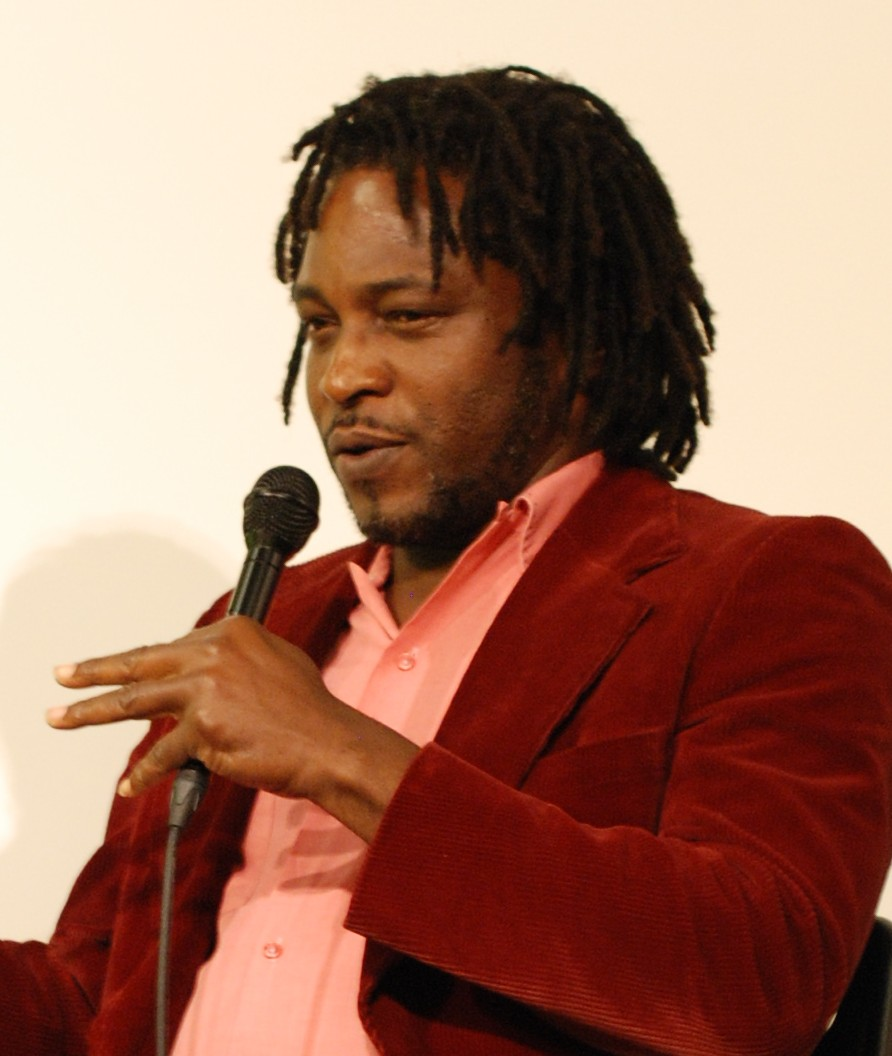
Biyi Bandele (2010)

Biyi Bandele-Thomas (* 13. Oktober 1967 in Kafanchan, Kaduna State, Nigeria; † 7. August 2022 in Lagos) war ein nigerianischer Schriftsteller. Er wurde bekannt als Autor von Novellen und Romanen sowie als Dramatiker. Er hat unter anderem Chinua Achebes Things Fall Apart für die Theaterbühne adaptiert.
Einige von Biyi Bandeles Romanen wurden in andere Sprachen übersetzt und sind in deutscher Übersetzung erhältlich.

## Leben
Biyi Bandele wurde am 13. Oktober 1967 im Norden Nigerias, in Kafanchan, Kaduna State, als Sohn einer dort ansässigen Yoruba-Familie geboren. Er verbrachte hier die ersten 18 Jahre seines Lebens, bevor er nach Lagos zog. Von 1987 bis 1990 studierte er Theaterwissenschaft
am Department of Dramatic Art der Obafemi-Awolowo-Universität von Ile-Ife, Oyo State. Für sein Theaterstück Rain erhielt er den ersten Preis bei einem Wettbewerb, ein Stipendium für einen einjährigen Aufenthalt in London. Ab 1990 lebte er in London. Er starb am 7. August 2022 im Alter von 54 Jahren in Lagos.

## Werke
- The Man Who Came In From The Back of Beyond. Bellew Publishing Co Ltd, London 1991, ISBN 0-947792-64-3, (deutsch: Bozo David Hurensohn).
- The Sympathetic Undertaker and Other Dreams. Bellew Publishing Co Ltd, London 1991, ISBN 0-947792-91-0 (deutsch: Kerosin Mangos).
- Marching for Fausa. Amber Lane Press, Oxford 1993, ISBN 1-872868-10-X.
- Resurrections in the Season of the Longest Drought. Amber Lane Press, Charlbury u. a. 1994, ISBN 1-872868-13-4.
- Two Horsemen. Amber Lane Press, Oxford 1994, ISBN 1-872868-12-6.
- Death Catches the Hunter. Amber Lane Press, Oxford u. a. 1995, ISBN 1-872868-15-0.
- Oroonoko. Aphra Behn's Oroonoko. In a New Adaptation by 'Biyi Bandele. Amber Lane Press, Oxford 1999, ISBN 1-872868-25-8.
- The Street. Picador, London 1999, ISBN 0-330-37538-5.
- Brixton stories or The Short and Happy Life of Ossie Jones & Happy Birthday, Mister Deka D. Methuen, London 2001, ISBN 0-413-77181-4.
- Burma Boy. Jonathan Cape Ltd, London 2007, ISBN 978-0-224-07682-1 (Auch als: The King's Rifle. 1st US edition. Amistad, New York NY 2007, ISBN 978-0-06-158266-0).

### Deutschsprachige Ausgaben
- Bozo David Hurensohn. Aus dem Englischen von Gabriele Cenefels. dipa, Frankfurt am Main 1991, ISBN 3-7638-0146-4.
- Kerosin Mangos. Aus dem Englischen von Gabriele Cenefels. dipa, Frankfurt am Main 1993, ISBN 3-7638-0193-6.
- In London keine Regenzeit. Eine Parabel. Aus dem Englischen von Susanne Gittel. dipa-Verlag, Frankfurt am Main 1997, ISBN 3-7638-0383-1 (Originaltitel: Incantations on an eve of execution. Novel., aus dem Manuskript übersetzt).

## Auszeichnungen (Auswahl)
- (1989) International Student Playscript Competition Rain
- (1994) London New Play Festival Two Horsemen
- (1995) Wingate Scholarship Award
- (1998) Peggy Ramsay Award
- (2000) EMMA (BT Ethnic and Multicultural Media Award) for Best Play Oroonoko
- (2018) AIR - Bellagio Center Award